# Brzuśce
Brzuśce – wieś kociewska w Polsce położona w województwie pomorskim, w powiecie tczewskim, w gminie Subkowy przy drodze wojewódzkiej nr 230. Wieś jest siedzibą sołectwa Brzuśce, w którego skład wchodzi również miejscowość Bukowiec.
W latach 1975–1998 miejscowość administracyjnie należała do województwa gdańskiego.
We wsi murowany wiatrak z XIX w.